# Borne (westfälisches Adelsgeschlecht)

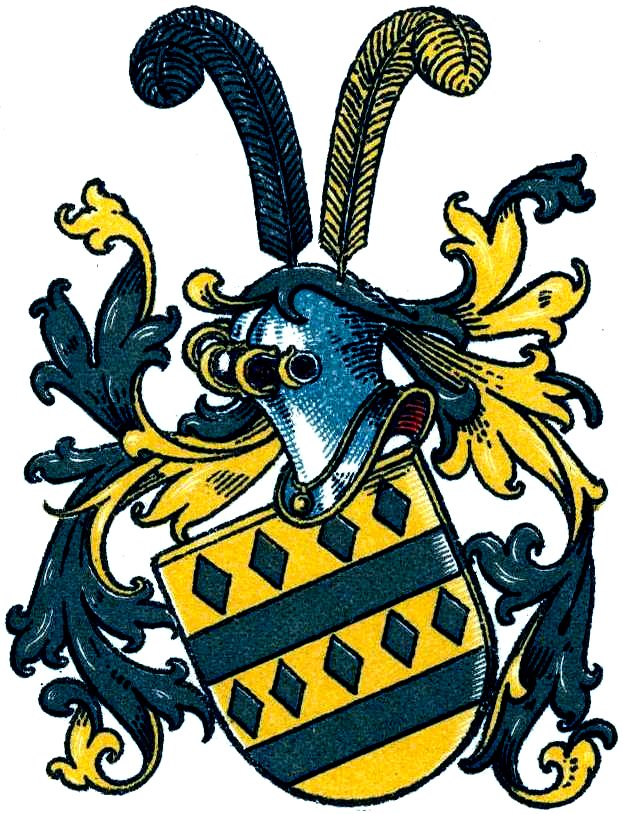
Wappen derer von dem Borne

Die Herren von dem Borne waren ein westfälisches Adelsgeschlecht. Das Geschlecht ist von dem märkischen Adelsgeschlecht von dem Borne zu unterscheiden.

## Geschichte
Das westfälische Geschlecht derer von dem Borne war in der Grafschaft Ravensberg ansässig. Ab 1334 besaßen sie in Harlinghausen, heute ein Stadtteil der Stadt Preußisch Oldendorf im Kreis Minden-Lübbecke, einen Rittersitz, nachdem sie die von dem Burggrafen von Stromberg verpfändete Herrschaft Börninghausen an die Grafen von Ravensberg abtreten mussten und Bruno von dem Borne um 1300 einen Hof in Harlinghausen vom Bistum Minden zu Lehen erhalten hatte.
Zwischen 1576 und 1588 erscheinen die Brüder Johann und Reinhard von dem Borne in einem Prozess um Güter und Gerechtsame in Burschup, Hördinhusen und Lindorp, an denen sie laut einem alten Kaufbrief von 1426 Rechte hatten. Der Kaufbrief war auf ihre Vorfahren, den Knappen Johann von dem Borne und dessen Ehefrau Styne, ausgestellt. Zum Zeitpunkt des Prozesses, den die Brüder gewannen, saß Johann von dem Borne zu Sulldorf und war Inhaber des Hofs Börnicke. Reinhardt (Reinecke) von dem Borne, ab 1591 vermählt mit Magdalena Beeren, Tochter des zum Zeitpunkt der Eheschließung bereits verstorbenen Dietrich Beeren, saß auf dem alten Familiengut in Harlinghausen.
Das Geschlecht erlosch mit dem Tod von Reinhardt von dem Borne am 23. April 1600.

## Wappen
Blasonierung: In Gold zwei schwarze Balken, über dem oberen vier, über dem unteren fünf schwarze Rauten. Auf dem Helm eine schwarze und eine goldene Straußenfeder. Die Helmdecken sind schwarz-gold.
Abweichend werden die Siegel des o. g. Brüderpaares Johann und Reinhardt von dem Borne beschrieben. Johanns Siegel zeigt einen Balken, an dem, ebenso wie an dem oberen Teile des Schildes unter dem Helm, drei Rauten hängen. Reinhardts Siegel zeigt zwei Balken, die jeweils mit drei Rauten belegt sind. Auf dem ungekrönten Helm zwei Federn.